# Пирсон, Джек
Джек Пирсон (Jack Pierson, 1960, Плимут, Массачусетс) — современный американский фотограф и художник.

## Биография
Джек Пирсон учился в Массачусетском художественном колледже в Бостоне (получил степень бакалавра в 1984). Его серия «Автопортрет» была показана в 2004 на биеннале Уитни, его работы находятся в коллекциях многих музеев по всему миру. Он фотографировал многих знаменитостей и моделей, включая Майкла Бергина, Наоми Кэмпбелл, Snoop Dogg, Massimiliano Neri, Брэда Питта, Антонио Сабато мл.

Его часто сравнивают с другими американскими фотографами, которые используют стиль дневника, такими, как Нан Голдин и Marc Morrisroe (1959—1989). Как Голдин, Вольфганг Тильманс и американец Collier Schorr (1963), Пирсон фокусируется на неоднозначности пола и вызывает эмоциональный отклик своими образами. Он использует технику передержки изображения при съемке и цветовую насыщенность, придавая изображениям скорее атмосферу сцены из подсознания, чем какого-то конкретного места. Репертуар образов включает преимущественно мужчин, цветы, пейзажи и городские сцены. Его работы 1980-х отражают его потерянность в жизни и времени, когда он жил в мотелях и переезжал из города в город. «Neon Baltimore» и «Ocean Drive» (1985) сняты в мотелях, проникнуты чувством тоски, потери и меланхолии. Пирсон также использовал уличные знаки и надписи: на фотографиях, как «Angel Youth» (1990), и в ассамбляжах, которые напоминают текстовую живопись Эда Руша. Позднее он разработал более четкий и лаконичный стиль, с меньшим акцентом на насыщенность цвета, переключив внимание на свет и композицию, как в пейзаже «Clear Lake, Iowa» (1996) или портрете «Nat’s Back, P-town» (1995). Его метод представления работ на выставках также стилизован, часто включает другие объекты, тексты и рисунки наряду с фотографиями.
Со времен первой персональной выставки в 1990, Джек Пирсон работал со многими медиа, включая фотографию, рисунок, живопись, инсталляцию и скульптуру. Беря свой материал из популярной культуры и городской субкультуры, Пирсон демонстрирует интерес к клише. Его работы часто о стремлении к славе, которое часто заканчивается разбитыми мечтами и несбывшимися надеждами. Работа Пирсона «Applause» (1997) представляет собой световой короб с надписью «аплодисменты» (как для управления реакцией аудитории во время телевизионных шоу).

## Персональные выставки[5](недоступная ссылкас 11-09-2018 [2528дней])
- 2015 — Jack Pierson Cheim & Read, Нью-Йорк, США
- 2010 — Go There Now and Take This With You. Bortolami Gallery, Нью-Йорк, США
- 2010 — Kukje Gallery. Сеул, Южная Корея
- 2010 — Regen Projects. Лос-Анджелес, Калифорния, США
- 2010 — New Photographs. Galerie Sabine Knust. Мюнхен, Германия
- 2009 — Abstracts. Cheim & Read. Нью-Йорк, США
- 2009 — Centro de Arte Contemporaneo de Malaga. Малага, Испания
- 2009 — Galleria Christian Stein. Милан, Италия
- 2008 — Xavier Hufkens. Брюссель, Бельгия
- 2008 — Irish Museum of Art. Дублин, Ирландия
- 2007 — Centre d’Art Santa Monica. Барселона, Испания
- 2007 — Self Portraits. Sabine Knust. Мюнхен, Германия
- 2007 — Jack Pierson. Regen Projects. Лос-Анджелес, Калифорния, США
- 2006 — The Golden Hour. Galerie Aurel Scheibler. Берлин, Германия
- 2006 — Galerie Thaddaeus Ropac. Париж, Франция
- 2006 — Melancholia Passing into Madness. Cheim & Read. Нью-Йорк, США
- 2005 — Early Works and Beyond — Goodbye Yellow Brick Road. Daniel Reich Gallery. Нью-Йорк, США
- 2005 — Self Portraits. Alison Jacques Gallery. Лондон, Великобритания
- 2005 — Albert Merola Gallery. Провинстаун, Массачусетс, США
- 2005 — Self Portraits. Galeria Javier Lopez. Мадрид, Испания
- 2005 — Danziger Projects. Нью-Йорк, США
- 2004 — Galerie Sabine Knust. Мюнхен, Германия
- 2004 — Jack Pierson. Alison Jacques Gallery. Лондон, Великобритания
- 2004 — Self Portraits. Regen Projects. Лос-Анджелес, Калифорния, США
- 2004 — Albert Merola Gallery. Провинстаун, Массачусетс, США
- 2003 — Jack Pierson. Cheim & Read. Нью-Йорк, США
- 2003 — Galerie Aurel Scheibler. Кёльн, Германия
- 2003 — Why Jack Pierson. University of the Arts. Rosenwald — Wolf and Hamilton Galleries. Лондон, Великобритания
- 2003 — Gallerie Roger Bjorkholmen. Стокгольм, Швеция
- 2003 — New Work. Hamiltons. Лондон, Великобритания
- 2002 — Jack Pierson: Recent Work. Angstrom Gallery. Даллас, Техас, США
- 2002 — Truth. Galerie Aurel Scheibler Кёльн, Германия
- 2002 — Andre Simoens. Кнокке, Бельгия
- 2002 — Regrets. Museum of Contemporary Art. Майами, Флорида, США
- 2002 — Galerie Thaddaeus Ropac. Зальцбург, Германия
- 2001 — Glenn Horowitz Bookstore (curated by Edsel Williams). Ист-Хамптон, Нью-Йорк, США
- 2001 — Under the Top. Regen Projects. Лос-Анджелес, Калифорния, США
- 2001 — Taka Ishii Gallery. Токио, Япония
- 2001 — Tache — Levy Gallery. Брюссель, Бельгия
- 2001 — Galleria Photology. Милан, Италия
- 2000 — Jack Pierson. Cheim & Read. Нью-Йорк, США
- 2000 — Provincetown Art Association and Museum. Провинстаун, Массачусетс, США
- 2000 — La Vie. Galerie Thaddaeus Ropac. Париж, Франция
- 2000 — Robert Pearre Fine Art. Тусон, Аризона, США
- 1999 — Texas Gallery. Хьюстон, Техас, США
- 1999 — Kunstverein Heilbronn. Хайльбронн, Германия
- 1999 — Albert Merola Gallery. Провинстаун, Массачусетс, США
- 1999 — The Art Association. Провинстаун, Массачусетс, США
- 1999 — Sprengel Museum Hannover. Ганновер, Германия
- 1999 — Jack Pierson. Cheim & Read. Нью-Йорк, США
- 1999 — Espacio Aglutinador. Гавана, Куба
- 1999 — Roger Bjorkholmen Gallery. Стокгольм, Швеция
- 1998 — Aurel Scheibler. Кёльн, Германия
- 1998 — Regen Projects. Лос-Анджелес, Калифорния, США
- 1998 — American Fine Arts Co. Нью-Йорк, США
- 1997 — Frankfurter Kunstverein. Франкфурт, Германия
- 1997 — Aurel Scheibler. Кёльн, Германия
- 1997 — Taka Ishii Gallery. Токио, Япония
- 1997 — Capc Musee d’art contemporain. Бордо, Франция
- 1996 — NZET Project. Гент, Бельгия
- 1996 — Luhring Augustine Gallery. Нью-Йорк, США
- 1996 — White Cube. Лондон, Англия
- 1996 — Module Centro Difuso de Arte. Лиссабон, Португалия
- 1996 — Galerija Dante Marino Cettina. Stella Maris. Умаг, Хорватия
- 1996 — Galerie Phillipe Rizzo. Париж, Франция
- 1996 — Regen Projects. Лос-Анджелес, Калифорния, США
- 1996 — Ursula Blickle Stiftung. Крайхталь, Германия
- 1995 — Jack Hanley Gallery. Сан-Франциско, Калифорния, США
- 1995 — Baldwin Gallery. Аспен, Колорадо, США
- 1995 — Parco Gallery. Токио, Япония
- 1995 — Theoretical Events. Неаполь, Италия
- 1995 — Museum of Contemporary Art. Чикаго, Иллинойс, США
- 1995 — Galerie Aurel Scheibler. Кёльн, Германия
- 1995 — Texas Gallery. Хьюстон, Техас, США
- 1995 — Galleri Index. Стокгольм, Швеция
- 1995 — Galleri Roger Bjorkholmen. Стокгольм, Швеция
- 1994 — Fine Arts Work Center. Провинстаун, Массачусетс, США
- 1994 — Luhring Augustine Gallery. Нью-Йорк, США
- 1994 — Edward Hopper & Jack Pierson. The Whitney Museum of American Art. Нью-Йорк, США
- 1994 — Regen Projects. Лос-Анджелес, Калифорния, США
- 1993 — Jack Hanley Gallery. Сан-Франциско, Калифорния, США
- 1992 — Tom Cugliani Gallery. Нью-Йорк, США
- 1992 — White Columns. Нью-Йорк, США
- 1992 — Galerie Aurel Scheibler. Кёльн, Германия
- 1992 — Richard Kuhlenschmidt Gallery. Лос-Анджелес, Калифорния, США
- 1991 — Richard Kuhlenschmidt Gallery. Лос-Анджелес, Калифорния, США
- 1991 — Pat Hearn Gallery Нью-Йорк, США
- 1990 — Simon Watson. Нью-Йорк, США

## Групповые выставки (избранное)[5](недоступная ссылкас 11-09-2018 [2528дней])
- 2010 — Hide/Seek: Difference and Desire in American Portraiture. National Portrait Gallery. Вашингтон, США
- 2010 — This is My Condition. Galeria Filomena Soares. Лиссабон, Португалия
- 2010 — Who are you close to. JANE KIM/thrust projects. Нью-Йорк, США
- 2010 — Light Breaks Where No Sun Shines. The Webster. Майами-Бич, Флорида, США
- 2010 — Think Pink (curated Beth Rudin DeWoody). Gavlak Gallery. Палм-Бич, Флорида, США
- 2010 — Denim. 80WSE Gallery. Нью-Йорк, США
- 2009 — 25 For 25: A Tribute To Ron Warren. Mary Boone Gallery. Нью-Йорк, США
- 2009 — Monumental. Projex-Mtl. Монреаль, Канада
- 2009 — Stars! Salon 94. Нью-Йорк, США
- 2009 — Arles Photofestival 09. Les Rencontres d' Arles Photographie. Арль, Франция
- 2009 — Flower Power. Villa Giulia — Centro di Ricerca Arte Attuale. Турин, Италия
- 2009 — Location. Danziger Projects. Нью-Йорк, США
- 2009 — sh(OUT) — Contemporary Art and Human Rights. Culture and Sport Glasgow. Глазго, Шотландия, Великобритания
- 2009 — Chelsea Visits Havana. Museo Nacional de Bellas Artes. Гавана, Куба
- 2009 — Kids Behaving Badly. Clampart. Нью-Йорк, США
- 2009 — Just What Are They Saying (curated by Beth Rudin DeWoody). Jonathan Ferrara Gallery. Новый Орлеан, Луизиана, США
- 2009 — From The Archives: 40 Years, 40 Projects. White Columns. Нью-Йорк, США
- 2008 — Other People: Portraits from Grunwald and Hammer Collections. Hammer Museum. UCLA. Лос-Анджелес, Калифорния, США
- 2008 — Ego Documents — The Autobiographical in Contemporary Art. Kunstmuseum Bern. Берн, Швейцария
- 2008 — How to Cook a Wolf: Part One. Dinter Fine Art. Нью-Йорк, США
- 2008 — Listen darling…the world is yours (curated by Lisa Phillips). Ellipse Foundation Contemporary Art Collection. Кашкайш, Португалия
- 2008 — The Greenroom: Reconsidering the Documentary and Contemporary Art. Center for Curatorial Studies and Art in
- 2008 — Contemporary Culture. Hessel Museum. Bard College. Аннандейл-на-Гудзоне, Нью-Йорк, США
- 2008 — SIGN/AGE: Part 1. Armand Bartos Fine Art. Нью-Йорк, США
- 2008 — The Art of the Real. Vanmoerkerke Collection. Остенде, Бельгия
- 2008 — The Boys of Summer. The Project. Истгемптон, Нью-Йорк, США
- 2008 — I Want A Little Sugar In My Bowl. Asia Song Society. Нью-Йорк, США
- 2008 — Implant. The UBS Art Gallery & The Horticultural Society of New York. Нью-Йорк, США
- 2008 — Pretty Ugly. Maccarone. Нью-Йорк, США
- 2008 — Jack Pierson, Dan McCarthy, David Dupuis. The Journal Gallery. Бруклин, США
- 2008 — The Sum of Its Parts. Cheim & Read. Нью-Йорк, США
- 2007 — Portraits. Luhring Augustine. Нью-Йорк, США
- 2007 — Sympathy for the Devil: Art and Rock and Roll Since 1967. MCA. Чикаго, США; traveling to: Museum of Contemporary Art.
- 2007 — Майами, Флорида, США; Musee d’art contemporain de Montreal. Квебек, Канада
- 2007 — Stripped Bare. C/O Berlin. Берлин, Германия
- 2007 — I Am As You Will Be — The Skeleton in Art. Cheim & Read. Нью-Йорк, США
- 2007 — Words Fail Me. Detroit Museum of Art. Детройт, Мичиган, США
- 2007 — People Taking Pictures of Each Other. Lamontagne Gallery. Бостон, Массачусетс, США
- 2007 — Accrochage 03/07. Кнокке, Бельгия
- 2007 — Brasil: des Focos. Centro Cultural do Banco do Brasil. Рио-де-Жанейро, Бразилия; travels to: Paco das Artes. Сан-Паулу, Бразилия
- 2007 — NeoIntegrity. Derek Eller Gallery. Нью-Йорк, США
- 2007 — Art and Homosexuality. Palazzo della Ragione. Милан, Италия
- 2007 — International Photo Triennial Esslingen 2007. Villa Merkel / Bahnwarterhaus. Эсслинген, Германия
- 2007 — The Recognitions. The Fireplace Project. Нью-Йорк, США
- 2007 — Wallflowers. Danziger Projects. Нью-Йорк, США
- 2007 — Martin Maloney, Robert Mapplethorpe, Jack Pierson, Xavier Hufkens. Брюссель, Бельгия
- 2007 — Uncontained. The Whitney Museum of American Art. Нью-Йорк, США
- 2007 — Deceits and Fantasies: Contemporary Photography and the Garden. American Federation of Arts traveling exhibition. The
- 2007 — Middlerbury College Museum of Art. Мидлбери, США;
- 2007 — Parrish Art Museum. Саутгемптон, Нью-Йорк, США; Columbia Museum of Art. Колумбия, Южная Каролина, США;
- 2007 — Tacoma Art Museum. Такома, Вашингтон, США; Cheekwood Museum of Art. Нэшвилль, Теннеси, США; Hudson River Muesum. Йонкерс, Нью-Йорк, США; Delaware Art Museum. Ньюарк, Делавер, США
- 2007 — Photography as the: EYE GYM. AR / Contemporary Gallery. Милан, Италия
- 2006 — Tom Burr and Jack Pierson. Galerie Neu. Берлин, Германия
- 2006 — Seeing…Blue. The Gallery at Buck House. Нью-Йорк, США
- 2006 — The Eighth Square — Gender, Life and Desire in Art Since 1960. Museum Ludwig. Кёльн, Германия
- 2006 — Into Me / Out of Me. PS 1 MOMA. Лонг-Айленд, США; traveling to Museo d’Arte Contemporanea Roma. Рим, Италия
- 2006 — Survivor. Bortolami Dayan. Нью-Йорк, США
- 2006 — Seeing the Light. Carl Solway Gallery. Цинциннати, Огайо, США
- 2006 — Hollywood Boulevard. Galeria Fortes Vilaca. Сан-Паулу, Бразилия
- 2005 — Looking at Words: The Formal Presence of Text in Modern and Contemporary Passionate Image: The Body in Art and Advertising. Steven Kasher Gallery. Нью-Йорк, США
- 2005 — Works on Paper. Andrea Rosen Gallery. Нью-Йорк, США
- 2005 — Project MTL. Centre d’Amherst. Монреаль, Канада
- 2005 — Closing Down. Bortolami Dayan. Нью-Йорк, США
- 2005 — Romance. Cristina Guerra Contemporary Art. Лиссабон, Португалия
- 2005 — All in the Family (NY Edition), (curator Mailena Braun). Texas Gallery. Хьюстон, Техас, США
- 2005 — The Culture of Queer. Contemporary Arts Center. Новый Орлеан, Луизиана, США
- 2005 — A Thousand Words. Inman Gallery. Хьюстон, Техас, США
- 2005 — Nine Portraits. Stephen Wirtz Gallery. Сан-Франциско, США
- 2005 — Word Play. Julie Saul Gallery. Нью-Йорк, США
- 2005 — What I Did On My Summer Vacation. ClampArt. Нью-Йорк, США
- 2005 — Male Desire Two. Mary Ryan Gallery. Нью-Йорк, США
- 2005 — Atelier David Adamson. Maison Europeene de la Photographie. Париж, Франция
- 2005 — Getting Emotional. ICA. Бостон, Массачусетс, США
- 2005 — Collection 2. Fondation Pour L’art Contemporain Claudine et Jean — Marc Salomon. Chateau k’Arenthon. Алекс, Франция
- 2005 — Drawings A to Z: Colecao Madeira Corporate Services. Porta 33. Мадейра, Португалия
- 2005 — Deceits and Fantasies: Contemporary Photography and the Garden. American Federation of Arts traveling exhibition. The
- 2005 — Middlerbury College Museum of Art. Мидлбери, США; Parrish Art Museum. Саутгемптон, Нью-Йорк, США; Columbia
- 2005 — Museum of Art. Колумбия, Южная Каролина, США; Tacoma Art Museum. Такома, Вашингтон, США; Cheekwood Museum of Art. Нэшвилль, Теннеси, США; Hudson River Muesum. Йонкерс, Нью-Йорк, США; Delaware Art Museum. Ньюарк, Делавер, США
- 2005 — American Photography in the Age of Mechanical Reproduction. New Britain Museum of American Art. Нью-Бритен, Коннектикут, США; traveled to Everson Museum of Art. Сиракьюс, Нью-Йорк, США
- 2005 — In Focus: Contemporary Photography from the Allen G. Thomas, Jr. Collection. North Carolina Museum of Art. Роли, Северная Каролина, США
- 2004 — Word of Mouth, A Selection: Part I. Dinter Fine Art. Нью-Йорк, США
- 2004 — Never Never Landscape. C/O Atle Gerhardsen. Берлин, Германия
- 2004 — Double Check Re-Framing Space in Photography: The Other Space. Parallel Histories. The Gallery of Contemporary Art. Целее, Словения; traveling to the Camera Austria at the Kunsthaus Graz. Грац, Австрия
- 2004 — I am the Walrus. Cheim & Read. Нью-Йорк, США
- 2004 — Flowers Observed, Flowers Transformed. Andy Warhol Museum. Питсбург, Пенсильвания, США
- 2004 — Whitney Biennial. Whitney Museum of American Art. Нью-Йорк, США
- 2004 — Termite Art Against White Elephant. Actual Behaviour of Drawing. Museo Colecciones ICO. Fundacion ICO. Мадрид, Испания
- 2003 — High Desert Test Sites Four. Organized by Andrea Zittel, Shaun Caley — Regen, Lisa Anne Auerbach, John Connelly, and Andy Stillpass. Joshua Tree. Лос-Анджелес, Калифорния, США
- 2003 — The Men’s Room. Nassau County Museum of Art. Нью-Йорк, США
- 2003 — Social Strategies. University Galleries. Illinois State University. Нормал, Иллинойс, США
- 2003 — Simple Marks. Cheim & Read. Нью-Йорк, США
- 2003 — Moving Time (curated by Achille Bonito Olivo and Sergio Risalititi). Firenze Mostre Spa. Флоренция, Италия
- 2003 — A Way With Words. John Berggruen Gallery. Сан-Франциско, Калифорния, США
- 2003 — Heaven & Hell. Barbara Mathes. Нью-Йорк, США
- 2003 — Imaging the Abstract. Feigen Contemporary. Нью-Йорк, США
- 2003 — Abstraction in Photography. Von Lintel Gallery. Нью-Йорк, США
- 2003 — Inaugural Exhibition. Regen Projects. Лос-Анджелес, Калифорния, США
- 2003 — Kunst — Station. Кёльн, Германия
- 2002 — Mensaje de Texto. Galeria Helga de Alvear. Мадрид, Испания
- 2002 — Chapter V. Art Resources Transfer. Нью-Йорк, США
- 2002 — Electric Dreams. The Barbican. Лондон, Великобритания
- 2002 — Visions of America: Photographs from the Whitney Museum of American Art 1940—2001. Whitney Museum of American Art. Нью-Йорк, США
- 2002 — Ahead of the 21st Century. The Pisces Collection. Furstenberg Sammlungen. Донауэшинген, Германия
- 2002 — 5 Sculptures: Tony Feher, Robert Gober, Felix Gonzalez — Torres, Mike Kelley, Jack Pierson. D’Amelio Terras Gallery. Нью-Йорк, США
- 2001 — Masculinities. Nikolaj, Copenhagen Contemporary Art Center. Копенгаген, Дания
- 2001 — The Magic Hour Los Vegas: The Future of Art? (curated by Alex Farquharson). Neue Galerie Graz. Грац, Австрия
- 2001 — A Way With Words: Selections from the Whitney Museum of American Art. Whitney Museum of American Art. Нью-Йорк, США
- 2001 — Thaddaeus Ropac. Зальцбург, Австрия
- 2001 — Signs of the Times. H&R Art Space. Канзас, Миссури, США
- 2001 — Spiritual America. Audiello Fine Arts, Inc. Нью-Йорк, США
- 2001 — After Image. IKON Ltd./Kay Richards Contemporary Art. Санта-Моника, Калифорния, США
- 2001 — Rocks & Trees. Photographic Resource Center. Бостон, Массачусетс, США
- 2001 — Pat Hearn Gallery: Part Two (1988—1994). Pat Hearn Gallery. Нью-Йорк, США
- 2001 — Postmodern Americans. The Menil Collection. Хьюстон, Техас, США
- 2001 — Geometrie & Gestus (curated by Nikolaus Ruzicska). Galerie Thaddeus Ropac. Зальцбург, Австрия
- 2000 — Issue: group show (curated by Jack Pierson). Galerie Thaddaeus Ropac. Париж, Франция
- 2000 — 00. Barbara Gladstone. Нью-Йорк, США
- 2000 — H. Clifford — Smith Gallery. Бостон, Массачусетс, США
- 2000 — On Language. Sean Kelly Gallery. Нью-Йорк, США
- 2000 — Jack Pierson, Mark Flood, and Dan McCarthy (curated by Jack Pierson), Anton Kern Gallery. Нью-Йорк, США
- 2000 — Quotidiana: The Continuity of the Everyday in 20th Century Art. Castello di Rivoli. Турин, Италия
- 2000 — PICT (curated by Yvonne Force). Walter Phillips Gallery for Contemporary Arts. Банф, Канада
- 1999 — The American Century, The Final Victory, Part III. James Danziger Gallery. Нью-Йорк, США
- 1999 — A Place Called Lonely. Greene Naftali. Нью-Йорк, США
- 1999 — The Ecstatic (curated by Simon Watson). A project sponsored by The Lindesmith Center. Trans Hudson Gallery. Нью-Йорк, США
- 1999 — Provincetown Art Association and Museum. Провинстаун, Массачусетс, США
- 1999 — Transmute (curated by Joshua Decter). Museum of Contemporary Art. Чикаго, Иллинойс, США
- 1999 — Changing Faces: Contemporary Portraiture. Jim Kempner Fine Art. Нью-Йорк, США
- 1999 — Former Fellows of New York. Walker Gallery. Fine Arts Work Center in Provincetown. Провинстаун, Массачусетс, США; traveled to Lamia Ink. Gallery. Нью-Йорк, США
- 1999 — Re: Rauschenberg. Marcel Sitcoske Gallery. Сан-Франциско, США
- 1999 — Collectors Collect Contemporary (curated by Jessica Morgan). The Institute of Contemporary Art. Бостон, Массачусетс, США
- 1999 — Two by Two for AIDS. Даллас, Техас, США
- 1999 — Conceptual Art as Neurobiological Praxis (curated by Warren Neidich). Thread Waxing Space. Нью-Йорк, США
- 1999 — Views from the Edge of the World. Marlborough Chelsea. Нью-Йорк, США
- 1999 — Insight — Out. Kunstraum Innsbruck. Инсбрук, Австрия ; Kunsthaus Hamburg. Гамбург, Германия; Kunsthaus Baselland. Базель, Швейцария
- 1999 — Hindsight: Works from the Permanent Collection. Whitney Museum of American Art. Нью-Йорк, США
- 1999 — Free Coke. Greene Naftali. Нью-Йорк, США
- 1999 — H2O (curated by Tim Callis). Albert Merola Gallery. Привинстаун, Массачусетс, США
- 1999 — Photography. Ascan Crone Gallery. Гамбург, Германия
- 1999 — Times Squared. Keith De Lellis Gallery. Нью-Йорк, США
- 1999 — The American Century Part II, 1950—2000. The Whitney Museum of American Art. Нью-Йорк, США
- 1999 — International Festival of Fashion Photography. Kobe Fashion Museum. Токио, Япония
- 1999 — Ego Alter Ego. The self — portrait in Contemporary Photography. Художественное общество Нассау. Висбаден, Германия
- 1998 — Collection, un autre regard. CAPC Musee d’art contemporain. Бордо, Франция
- 1998 — Erotic Sublime. Galerie Thaddaeus Ropac. Зальцбург, Австрия
- 1998 — Small Paintings. Cheim & Read. Нью-Йорк, США
- 1998 — Bathroom (curated by Wayne Koestenbaum). Thomas Healy Gallery. Нью-Йорк, США
- 1998 — Painting: Now and Forever, Part I. Pat Hearn Gallery & Matthew Marks Gallery. Нью-Йорк, США
- 1998 — View IV. Mary Boone Gallery. Нью-Йорк, США
- 1998 — The Sound of One Hand (curated by Collier Schorr). Apex Art. Нью-Йорк, США
- 1998 — I Love New York. Museum Ludwig. Кёльн, Германия
- 1998 — Portraits. Paul Morris Gallery. Нью-Йорк, США
- 1998 — Male. Wessel & O’Connor Gallery. Нью-Йорк, США
- 1998 — Early Works. Regen Projects. Лос-Анджелес, Калифорния, США
- 1998 — Landschaft. Trinkhaus Galerie, Trinkhaus & Burkhardt. Дюссельдорф, Германия
- 1998 — Emotions & Relations. Hamburg Kunsthalle. Гамбург, Германия
- 1998 — Edition Schellmann. Нью-Йорк, США (neons exhibited)
- 1997 — Art at the End of the 20th Century: Selections from the Whitney Museum of American Art. Museo d’arte Contemporani de Barcelona. Барселона, Испания; Kunstmuseum Bonn. Бонн, Германия
- 1996 — Urgence. Capc Musee d’Art Contemporain de Bordeaux. Бордо, Франция
- 1996 — More than Real. Palazzo Reale. Казерта, Италия
- 1996 — Black and Blue. Groninger Museum. Гронинген, Нидерланды
- 1996 — Defining the Nineties: Consensus Making in New York, Miami and Los Angeles. Museum of Contemporary Art. Майами, Флорида, США
- 1996 — Colorealism: Photography Enter the Third Millenium. Photology. Милан, Италия
- 1996 — Art at Home: Ideal Standard Life. Токио, Япония
- 1996 — Der soziale Blick. Art Frankfurt. Франкфурт, Германия
- 1996 — Exposure. Luhring Augustine Gallery. Нью-Йорк, США
- 1996 — All of a Sudden. Galerie Aurel Scheibler. Кёльн, Германия
- 1996 — Boralis 7 Desire. Louisiana Museum of Modern Art. Хумлебек, Дания; traveled to: Bergen Billedgaleri. Берген, Норвегия;
- 1996 — Galleri F15. Мосс, Норвегия; Dasselblad Center/Goteborge Konstmuseum. Гётеборг, Швеция; Turku Art Museum. Турку, Финляндия
- 1996 — Disneyland After Dark. Kunstamt Kreuzberg. Берлин, Германия
- 1996 — Radikale Bilder: 2. Osterreichische Triennale fur Fotographie. Neue Galerie am Landesmuseum Joanneum & Kunstlerhaus.
- 1996 — Грац, Австрия; traveled to: Szombathely Keptar. Сомбатхей, Венгрия; Galerie Sander. Дармштадт, Германия
- 1996 — Art at the End of the 20th Century: Selections from the Whitney Museum of American Art. Alexandros Soutzos Museum. Афины, Греция
- 1995—1995 Whitney Biennial. Whitney Museum of American Art. Нью-Йорк, США
- 1995 — Nan Goldin, Mark Morrisoe, Jack Pierson. Taka Ishii Gallery. Токио, Япония
- 1995 — Boston School. Institute of Contemporary Art. Бостон, Массачусетс, США
- 1995 — In a Different Light. University Art Museum. Беркли, Калифорния, США
- 1995 — The Nordic Art Center. Хельсинки, Финляндия
- 1995 — Disneyland After Dark. Uppsala Konstmuseum. Упсала, Швеция
- 1995 — Close to Life. 3 Internationale Foto — Triennale Esslingen. Эсслинген, Германия
- 1994 — Passing Through. Galerie Walcheturm. Цюрих, Швейцария
- 1994 — Psycho — Pathology of Everyday Life. Ruth Bloom Gallery. Санта-Моника, Калифорния, США
- 1994 — A Garden. Barbara Krakow Gallery. Бостон, Массачусетс, США
- 1994 — GIFT. The Inter Art Center. Нью-Йорк, США
- 1994 — Making Waves. Provincetown Art Association and Museum. Провинстаун, Массачусетс, США
- 1994 — Abstract Works on Paper. Robert Miller Gallery. Нью-Йорк, США
- 1994 — Geoffrey Young Gallery. Грэйт Баррингтон, Массачусетс, США
- 1994 — Sculpture. Luhring Augustine Gallery. Нью-Йорк, США
- 1994 — In the Field: Landscape in Recent Photography. Margo Leavin Gallery. Лос-Анджелес, Калифорния, США
- 1994 — Small Paintings. Paul Morris Gallery. Нью-Йорк, США
- 1993 — Simply Made in America. Aldrich Museum of Contemporary Art. Риджфилд, Коннектикут, США
- 1993 — The 1993 Whitney Biennial. The Whitney Museum of American Art. Нью-Йорк, США
- 1993 — Nobuyoshi Araki, Sophie Calle, Larry Clark, Jack Pierson. Luhring Augustine Gallery. Нью-Йорк, США
- 1993 — Urban Analysis. Barbara Braathen Gallery. Нью-Йорк, США
- 1993 — Stoned (HighLow). Ruth Bloom Gallery. Санта-Моника, Калифорния, США
- 1993 — Tema AIDS. Henie Onstad Foundation. Hovikodden. Берум, Норвегия
- 1993 — Irony & Ecstasy. Salena — Caro Gallery. Лондон, Англия
- 1993 — Snap!. Tomoko Ligouri Gallery. Нью-Йорк, США
- 1993 — The Whitney Biennial in Seoul. National Museum of Contemporary Art. Сеул, Корея
- 1993 — Works on Paper. Jack Hanley Gallery. Сан-Франциско, Калифорния, США
- 1993 — Summer Reading. Texas Gallery. Хьюстон, Техас, США
- 1993 — Tabboo. Tom Cugliani. Нью-Йорк, США
- 1993 — Drawing the Line Against AIDS. Guggenheim Museum SOHO. Нью-Йорк, США
- 1993 — Picturing Ritual. The Center for Photography. Woodstock & the Neuberger Museum. SUNY. Перчейз, Нью-Йорк, США
- 1992 — How It Is. Tony Shafrazi Gallery. Нью-Йорк, США
- 1992 — Jack Hanley Gallery. Сан-Франциско, Калифорния, США
- 1992 — Healing. Wooster Gardens. Нью-Йорк, США
- 1992 — Dessanges. Regen Projects. Лос-Анджелес, Калифорния, США
- 1992 — Pat Hearn Gallery. Нью-Йорк, США
- 1992 — Hollywood, Hollywood: Identity Under the Guise of Celebrity. Pasadena Art Alliance. Пасадена, Калифорния, США
- 1992 — Identities… Forum Stadtpark. Грац, Австрия
- 1992 — True Stories. Institute of Contemporary Art. Лондон, Великобритания
- 1992 — White Columns Update 1992. White Columns. Нью-Йорк, США
- 1992 — The Anti — Masculine. Run Light Gallery. Лос-Анджелес, Калифорния, США
- 1992 — Developing Language. Hirschl & Adler Modern. Нью-Йорк, США
- 1992 — The Language of Flowers. Paul Kasmin Gallery. Нью-Йорк, США
- 1991 — Galerie Aurel Scheibler. Кёльн, Германия
- 1991 — Selections 51. The Drawing Center. Нью-Йорк, США
- 1991 — Philip — Lorca diCorcia, Nan Goldin, Jack Pierson. York University. Торонто, Канада
- 1991 — From Desire… Richard Brush Gallery. Нью-Йорк, США
- 1991 — Something Pithier and More Psychological. Simon Watson. Нью-Йорк, США
- 1991 — Someone or Somebody. Meyers/Bloom Gallery. Санта-Моника, Калифорния, США
- 1991 — Drawings. Lorence — Monk. Нью-Йорк, США
- 1991 — Situation. New Langton Arts. Сан-Франциско, США
- 1991 — Presenting Rearwards. Rosamund Felsen Gallery. Лос-Анджелес, США
- 1990 — Tom Cugliani Gallery. Нью-Йорк, США
- 1990 — Blood Remembering. Snug Harbor Center for the Arts. Нью-Йорк, США

## Работы в собраниях
- Baltimore Museum of Contemporary Art. Baltimore, MD, USA
- CAPC. Bordeaux, France
- Museum of Contemporary Art. Chicago, IL, USA
- FRAC. Korsika, France
- Graphische Sammlung der ETH. Zurich, Switzerland
- Guggenheim Museum. New York, USA
- Los Angeles County Museum of Art. Los Angeles, CA, USA
- Metropolitan Museum of Art. New York, USA
- Museum of Contemporary Art. Los Angeles, CA, USA
- Museum of Fine Arts. Boston, MA, USA
- Norsk Museum of Fotografi. Preus Fotomuseum. Horten, Norway
- San Francisco Museum of Modern Art. San Francisco, CA, USA
- Seattle Art Museum. Seattle, WA, USA
- The Walker Art Center. Minneapolis, MN, USA
- The Whitney Museum of American Art. New York, USA